# Nacionalni dan izlaska
Nacionalni dan izlaska (engl. National Coming Out Day) ili Nacionalni dan izlaska iz ormara međunarodni je dan podizanja građanske svijesti kojim se slave pojedinci koji se javno identificiraju kao biseksualci, gejevi, lezbijke, transrodne osobe, tj. oni koji su izlaskom o svojoj seksualnoj orijentaciji i/ili rodnom identitetu izvršili svojevrsni kulturni ritual prijelaza za LGBT ljude. Ovaj dan obdržavaju jednom godišnje, 11. listopada, članovi LGBT zajednice i saveznici.

## Povijest
Nacionalni dan izlaska osnovao je 1988. godine Robert Eichberg, psiholog iz Novog Meksika i osnivač radionice osobnog rasta The Experience i Jean O'Leary, otvoreni gej i politički vođa iz Los Angelesa i zatim načelnik Odvjetnika za nacionalna prava gejeva. Datum 11. listopada odabran je zato što je to bila obljetnica nacionalnog marša na Washington za prava lezbijaka i gejeva.
Prvo sjedište bilo je smješteno u uredima Odvjetnika za nacionalna prava gejeva u Zapadnom Hollywoodu u Kaliforniji. Osamnaest država sudjelovalo je u Prvom nacionalnom danu izlaska koji je popraćen u nacionalnim medijima. Druge je godine sjedište premješteno u Santa Fe u Novom Meksiku, a sudjelovala je 21 država. Nakon medijske potpore 1990. godine, Nacionalni dan izlaska obilježen je u svih 50 država i sedam drugih zemalja. Sudjelovanje se povećavalo tako da je 1990. godine Nacionalni dan izlaska udružio svoje napore s Fondom za kampanju o ljudskim pravima.

## Obdržavanje
Nacionalni dan izlaska obdržava se jednom godišnje radi proslave izlazaka i osvješćivanja o LGBT zajednici i pokretu za građanska prava. Praznik se obdržava na razne načine: od skupova i parada do informativnih ploča na javnim mjestima. Sudionici često nose simbole ponosa poput ružičastog trokuta i duginih zastava.
Nacionalni dan izlaska obdržava se u mnogim državama uključujući Australiju, Hrvatsku, Srbiju, Kanadu, Nizozemsku, Novi Zeland, Njemačku, Poljsku, Švicarsku i Ujedinjenu Kraljevinu. U Sjedinjenim Državama Kampanja za ljudska prava pokriva događaje vezane s Nacionalnim danom izlaska pod okriljem njihova Projekta nacionalnog izlaska, nudeći resurse LGBT pojedincima, parovima, roditeljima i djeci kao i heteroprijateljima i srodnicima radi promicanja svijesti o LGBT obiteljima koje žive iskrenim i otvorenim životima. Candace Gingrich postala je glasnogovornica Nacionalnog dana izlaska u travnju 1995.

## Više informacija
- Dan tišine
- Međunarodni dan protiv homofobije i transfobije
- Mjesec povijesti LGBT-a
- prava LGBT-a u Sjedinjenim Državama
- Društvo Mattachine

## Vanjske poveznice
- Nacionalni dan izlaska  Arhivirana inačica izvorne stranice od 24. rujna 2011. (Wayback Machine) (SAD)
- Nacionalni dan izlaska (Švicarska)  Arhivirana inačica izvorne stranice od 12. veljače 2021. (Wayback Machine)
- RUComingOut - Istinite životne priče o izlasku  Arhivirana inačica izvorne stranice od 10. studenoga 2019. (Wayback Machine)